# Acanthobrama telavivensis
Acanthobrama telavivensis är en fiskart som beskrevs av Goren, Fishelson och Trewavas, 1973. Acanthobrama telavivensis ingår i släktet Acanthobrama och familjen karpfiskar. Inga underarter finns listade i Catalogue of Life.